# Province della Sierra Leone

Province della Sierra Leone

Le province della Sierra Leone sono la suddivisione territoriale di primo livello del Paese e sono pari a 4. Ciascuna di esse si articola ulteriormente in distretti.

## Lista
| Localizzazione | Provincia          | Capoluogo | Popolazione (2004) | Superficie (Km²) |
| -------------- | ------------------ | --------- | ------------------ | ---------------- |
|                | Provincia dell'Est | Kenema    | 1 187 532          | 15 553           |
|                | Provincia del Nord | Makeni    | 1 718 240          | 35 936           |
|                | Provincia del Sud  | Bo        | 1 106 602          | 19 694           |
|                | Area Occidentale   | Freetown  | 950 924            | 557              |